# 楊贊儒
楊贊儒（1951年—）是一名生於台灣花蓮的宗教人士。曾擔任鸞生，以楊生為名，出版許多扶鸞的善書。後皈依佛教，出家受具足戒，法名聖輪，別號一茶禪師，稱融合孔、老、顯、密；創建了臺中佛法山寺、臺中聖德禪寺、臺北海天禪寺、高雄大寶禪寺，並推廣有機農業與飲茶文化。2011年因性侵罪被判處十年徒刑。

## 經歷
楊贊儒出生於花蓮，原籍貫為台東。原信奉三教合一的民間傳統信仰，五專畢業後，於1976年至臺中聖賢堂擔任鸞生，同時主編《聖賢》雜誌。稱在扶鸞中，濟公活佛帶領他的魂魄遊歷地獄與天堂，後來以楊生為名，相繼出版了《地獄遊記》、《天堂遊記》。1981年，離開台中聖賢堂，自行創立聖德寶宮，並成立聖德雜誌社，印行許多扶鸞寫成的善書。
1983年後其信仰轉向佛教。離婚，育有一男二女。1989年，於台中市北屯區大坑地區附近創立佛法山，從事有機茶葉的耕作。1997年，在臨濟宗悟明長老門下出家，受具足戒，為臨濟宗第48代傳人。1998年5月16日，由藏傳佛教薩迦派哦巴法王祿頂堪仁波切為其剃度，授藏傳具足戒，授予他「貢噶仁千多傑仁波切」的稱號。
在花蓮瑞穗等地開設農場，從事有機耕作。以種植茶葉為主，自稱一茶禪師，推廣飲茶文化。

## 爭議事件

### 性侵犯案
2011年11月，楊贊儒遭女信徒指控，假藉對信徒開示之名義，涉嫌性騷擾，尚有一名比丘尼將全程拍攝下來。警方將兩人偵訊後，依妨害性自主罪送往台中地檢署由檢察官複訊，於11月7日遭到收押。
檢方指出，楊先以男女雙修為由，向禪寺女法師、義工及職工等5人洗腦。後來再由這5人協助，性侵與猥褻其他女信徒。自2006年至2011年底間，有多名女性被害，案發後陸續有5名女被害人出面向檢警報案指控檢方依妨害性自主罪起訴，具體求刑20年。
2012年11月9日，台中地方法院一審依強制性交等罪，將楊贊儒判處15年有期徒刑。2013年6月17日，一審依強制性交等罪判他15年，因楊赞儒上訴後，已賠償350萬元與其中2名被害人和解，臺中高分院依強制性交罪改判杨赞儒10年；另4名協助楊性侵、猥褻女信徒的女弟子，分別被判3月至1年1月不等；仍可上訴。2014年8月7日，最高法院駁回上訴，定讞。

### 臺中市政府的偵查爭議和糾正
臺中市政府屢次表揚楊贊儒的團體為績優宗教團體，未依法督導及查核聖德禪寺，楊贊儒與法師員工共同假借所謂宗教男女雙修，實施性侵害並以相機拍攝、性騷擾，是否依法採取性侵害及性騷擾防治措施，并臺中市政府警察局於偵查時已知悉8名被害人疑似遭受性騷擾，以楊贊儒宗教身分特殊，事涉敏感，恐有損其宗教團體之形象為由，僅通報其中1名被害人，受監察院調查糾正。

## 著作
- 《天堂遊記》
- 《地獄遊記》

## 外部連結
- 淫法師性侵5女 判10年 女弟子幫忙物色 口水加持玩3P 蘋果日報 2013/06/18 （页面存档备份，存于）
- 性侵女信徒還逼玩3P　聖輪淫師二審判10年 蘋果日報 2013/06/17 （页面存档备份，存于）
- 聖輪法師相關新聞 ETtoday新聞雲 2013/06/17 （页面存档备份，存于）
- 聖德禪寺創辦人性侵女信徒 二審判10年 自由時報 2013/06/17[永久]
- 「聖輪法師」楊贊儒多P雙修性侵　二審改判10年 ETtoday社會新聞 2013/06/17 （页面存档备份，存于）
- 聖輪法師涉性侵女信徒 二審判刑 聯合報 2013/06/17[]
- 性侵信徒逾10年 淫僧聖輪(一審)判15年 自由時報 2012/11/10 （页面存档备份，存于）
- 聖輪 楊贊儒 涉性侵聲請停押　檢方認為恐再犯駁回 nownews （页面存档备份，存于）
- 披袈裟的狼 淫法師狎5女 求刑20年 蘋果日報 2012/03/03 （页面存档备份，存于）
- 聖德禪寺聖輪法師涉性侵 求刑20年 （页面存档备份，存于），《自由時報》
- 二度搜聖德禪寺 聖輪房驚現男女交合「歡喜佛」 （页面存档备份，存于），今日新聞網
- 淫僧臥房 藏20本性高潮書  禪寺封大門 遭塗鴉「不要臉 有報應」 蘋果日報 （页面存档备份，存于）
- 聖輪法師 楊贊儒 涉嫌猥褻女義工　聖德禪寺：暫時封山！nownews （页面存档备份，存于）
- 佛門醜聞！法師 楊贊儒 和比丘尼竟聯手猥褻女義工 nownews （页面存档备份，存于）
- 「聖輪」遭控猥褻義工　比丘尼攝影旁觀 （页面存档备份，存于），TVBS新聞網
- 披袈裟的狼　聖輪法師遭判刑15年 （页面存档备份，存于），TVBS新聞網